# Mortiers (Charente-Maritime)
Mortiers is een gemeente in het Franse departement Charente-Maritime (regio Nouvelle-Aquitaine) en telt 191 inwoners (1999). De plaats maakt deel uit van het arrondissement Jonzac.

## Geografie
De oppervlakte van Mortiers bedraagt 6,6 km², de bevolkingsdichtheid is 28,9 inwoners per km².
De onderstaande kaart toont de ligging van Mortiers (Charente-Maritime) met de belangrijkste infrastructuur en aangrenzende gemeenten.

## Demografie
Onderstaande figuur toont het verloop van het inwonertal (bron: INSEE-tellingen).